# 소프라체네리

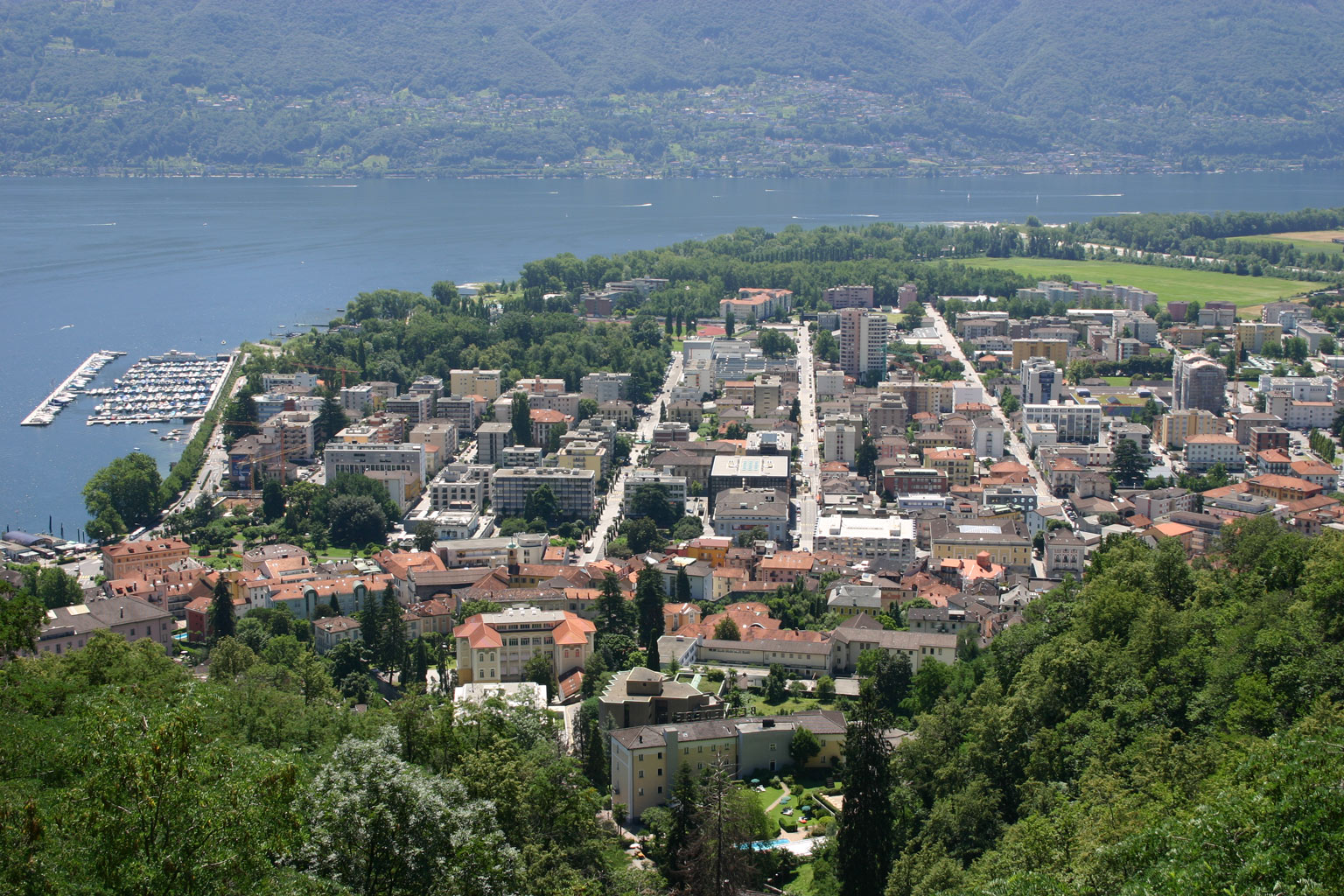

소프라체네리(Sopraceneri, 체네리 위)는 루가노 프레알프스를 통해 몬테 체네리 고개의 북쪽에 있는 스위스 티치노주의 일부이다. 여기에는 티치노강의 계곡 전체와 측면 계곡, 마조레 호수의 스위스 해안, 벨린초나 및 로카르노 도시, 비아스카 및 리비에라를 포함한 마을이 포함된다.
소프라체네리는 공식적으로 정의된 경계가 있는 반주가 아니라 대략적으로 벨린초나, 블레니오, 레벤티나, 로카르노, 리비에라 및 발레마기아 지구에 매핑된다. 주의 나머지 부분은 소토체네리(체네리 아래)로 설명되며 루가노, 멘드리시오 및 키아소의 마을을 포함한다.
소프라체네리는 2,379k㎡ 또는 주 토지 면적의 약 85%를 구성하지만 142,627명 또는 주 인구의 43%(2008년 기준)만 포함한다. 따라서 소토체네리와 비교할 때 현저하게 낮은 인구 밀도와 경제 활동 수준이 특징이다.